# Amelita Vargas

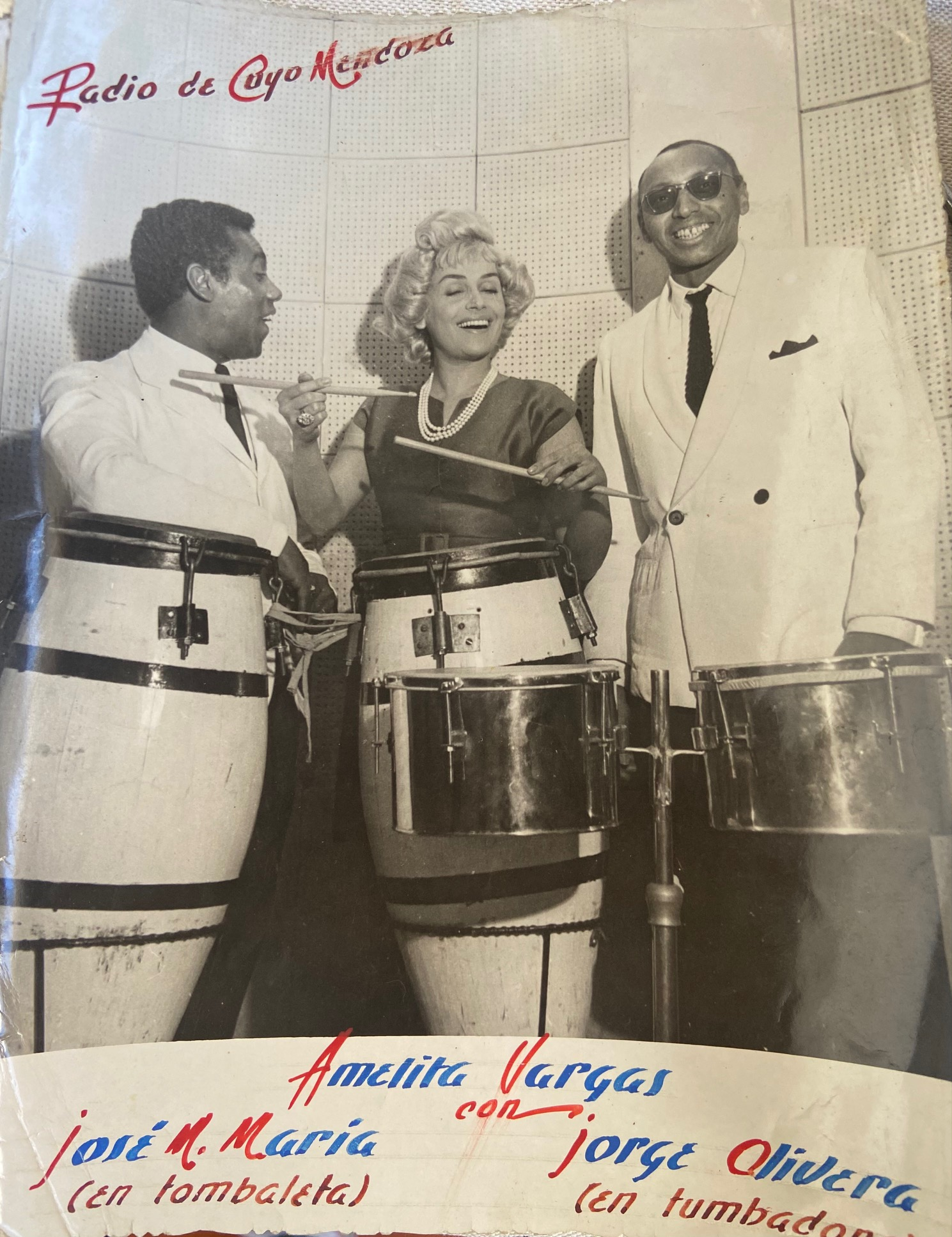
Amelita Vargas junto a sus percusionistas, Jose Maria Loriente y Jorge Olivera

Amelia Graciela Vargas Ipaneca (La Habana, 16 de enero de 1925- Buenos Aires, 21 de abril de 2019) fue una actriz, vedette y bailarina cubana nacionalizada argentina.

## Biografía
Nacida en Cuba, empezó a bailar a los trece años aprendiendo con Chano Pozo, un percusionista y aficionado al mambo que más adelante siguió su carrera en Estados Unidos, y a los quince años se instaló con su familia en México, donde trabajó en casinos y en El Patio del DF, el lugar de espectáculos más importante de ese país, junto al actor Mario Moreno Cantinflas y al cantante melódico Pedro Vargas.

## Emigración a Estados Unidos
En 1942 fue a vivir a los Estados Unidos y trabajó en clubes nocturnos de San Francisco. Llegó a Argentina a mediados de la década de 1940 tras intervenir en Perilous Holiday como bailarina, con Pat O'Brien. Debutó en el teatro de revistas en Buenos Aires en ¡Se acabó el jabón!, en el Teatro El Nacional, que fue un éxito y luego pudo debutar en cine en 1947 en Con el diablo en el cuerpo, de Carlos Hugo Christensen, donde actuó con Susana Freyre.
En 1948 Mario Soffici la convocó para realizar un papel importante en La secta del trébol, y en 1950 participó en dos comedias de gran éxito dirigidas por Carlos Schlieper, Arroz con leche y Cuando besa mi marido. A mediados de la década se relacionó con Enrique Carreras, quien la convirtió en figura del sello General Belgrano, donde protagonizó con Alfredo Barbieri varios filmes donde además se realizaban varios cuadros musicales donde bailaba y cantaba mambo, rumba y chachachá, entre sus músicos se encontraban, Jose Maria Loriente (destacado percusionista uruguayo) y Jorge Olivera, quienes la acompañaban en todas sus presentaciones. En 1960 filmó La procesión, que compitió representando a Argentina en el Festival Internacional de Cine de Cannes y en 1964 participó en Cleopatra era Cándida, protagonizada por Niní Marshall y Juan Verdaguer.
También se destacó como vedette en teatros de revista y en espectáculos de music halls. A fines de los años 1960 se retiró de la actuación, pero en la década de 1970 Antonio Gasalla la convocó para realizar un espectáculo de revista, y en 1978 se presentó con Blanquita Amaro, y formaron un gran éxito; además intervino en su última película, La obertura, de Julio Saraceni; en 1991 incursionó en televisión en el ciclo El gordo y el flaco, por Telefe. 
En 2005 fue homenajeada junto a Mirtha Legrand, Amelia Bence y Elsa Daniel por el Museo de Cine Porteño. Aparece cada tanto en forma pública. Estuvo casada con los directores Mario Lugones y Tulio Demicheli.
En 2006 fue homenajeada y premiada junto con el actor Enrique Pinti por sus colegas artistas.
Falleció en el Sanatorio Colegiales, en Buenos Aires tras varias semanas de internación, el 21 de abril de 2019.

## Filmografía
- La obertura (1977)
- Cleopatra era Cándida (1964)
- La procesión (1960)
- Venga a bailar el rock (1957)
- Luces de candilejas (1956)
- Música, alegría y amor (1956)
- Escuela de sirenas... y tiburones (1955)
- El fantasma de la opereta (1955)
- Ritmo, amor y picardía (1955)
- Romeo y Julita (1954)
- Los tres mosquiteros (1953)
- La mano que aprieta (1953)
- ¡Qué rico el mambo! (1952)
- La mujer del león (1951)
- ¡Qué hermanita! (1951)
- Arroz con leche (1950)
- Cuando besa mi marido (1950)
- Miguitas en la cama (1949)
- Un hombre solo no vale nada (1949)
- La secta del trébol (1948)
- Novio, marido y amante (1948)
- Con el diablo en el cuerpo (1947)
- Perilous Holiday (1946)